# Adenau
Adenau (Ausspracheⓘ) ist eine Stadt in der südlichen Ahreifel. Sie gehört zum Landkreis Ahrweiler in Rheinland-Pfalz und ist Verwaltungssitz der Verbandsgemeinde Adenau, der sie auch angehört. Adenau ist gemäß Landesplanung als Mittelzentrum ausgewiesen.
Adenau trägt den Beinamen „Johanniterstadt“, da hier seit dem Mittelalter eine der ältesten Johanniter-Kommenden bestand.

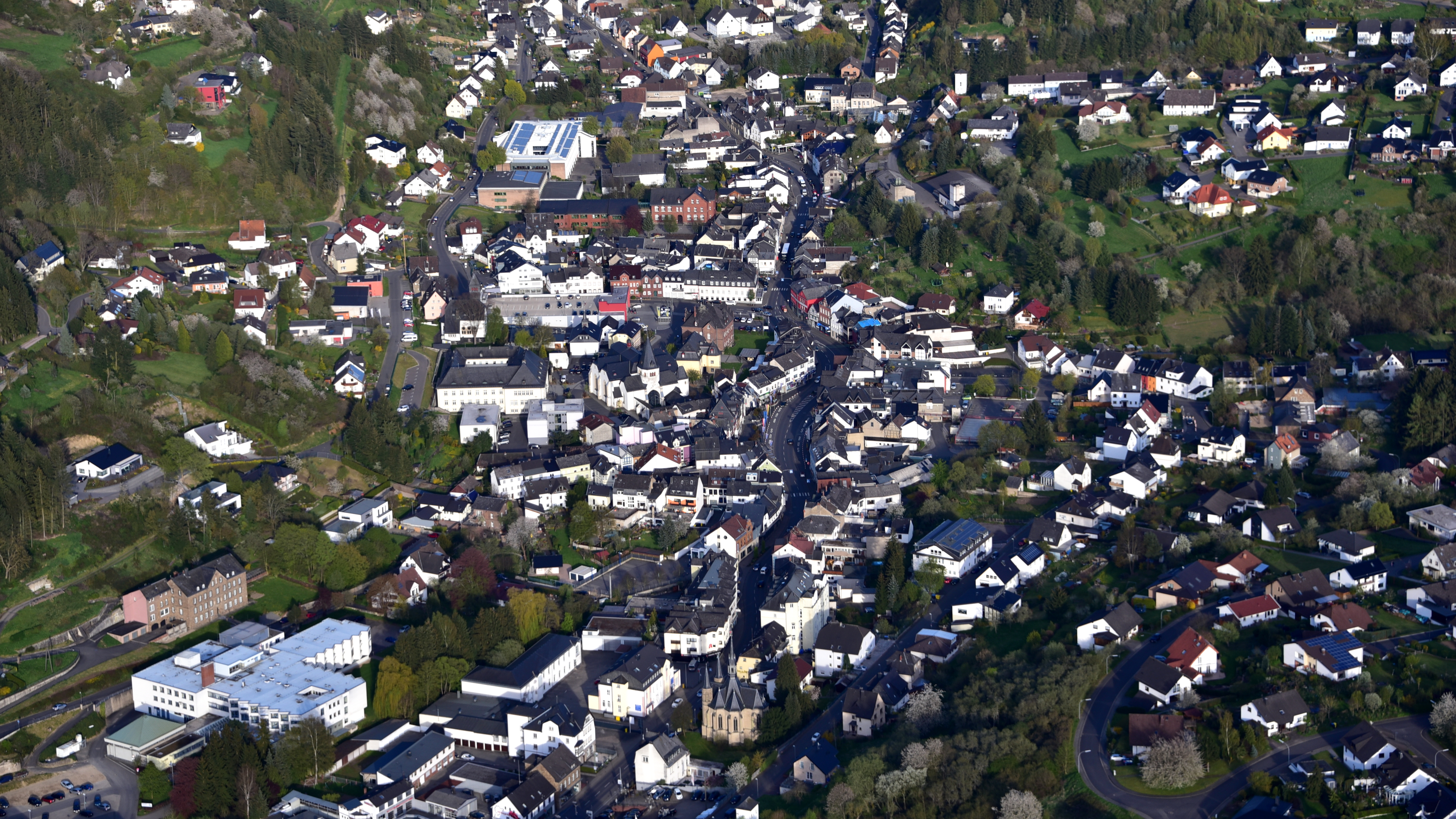
Adenau, Luftaufnahme (2016)

## Geographie

### Lage
Adenau liegt im Süden der Ahreifel – genauer am Rande des Naturraums Südliches Ahrbergland – im Tal des Adenauer Bachs, eines rechten Zuflusses der Ahr, der bei Adenau mit dem Exbach, dem Mittelbach, dem Näßbach und dem Krekelbach seinerseits einige Nebenbäche aufnimmt. Seitlich der Täler dieser Gewässer erheben sich rund um Adenau nordwestlich der Hüstert (406,4 m ü. NHN), nördlich der Kirchberg (446,8 m) und die Breite Heide (496,3 m) sowie südlich die Kallenhard (471 m). Das Stadtgebiet umfasst den Staatsforst Adenau sowie das Landschaftsschutzgebiet „Rhein-Ahr-Eifel“ und erreicht im äußeren Nordosten in der (östlichen) Hocheifel auf der Hohen Acht mit 746,9 m Höhe seinen höchsten Punkt. Der Stadtteil Breidscheid liegt innerhalb der Nordschleife des Nürburgrings, der zwischen den Streckenabschnitten Adenauer Forst und Exmühle in unmittelbarer Nähe des Stadtteils Adenau verläuft.

### Stadtgliederung
Zu Adenau selbst gehört der Wohnplatz Am Schwallenberg, zum Stadtteil Breidscheid die Wohnplätze Breidscheider Hof, Exmühle und Jagdhaus In der Leihwiese.

## Geschichte

### Mittelalter
992 wurde Adenau erstmals in einer Urkunde König Ottos III. unter dem mittelhochdeutschen Namen „Adenova“ urkundlich erwähnt. Im Hochmittelalter gehörte Adenau zum Herrschaftsgebiet der Grafen von Are-Nürburg, die ihre Grafschaft 1246 nach Vermittlung des Kölner Erzbischofs Konrad von Hochstaden dem Erzstift Köln schenkten. Nach dem Aussterben der Grafen von Are gehörte Adenau zum kurkölnischen Amt Nürburg.
1162 schenkte Graf Ulrich von Are seinen Herrenhof in Adenau den Johannitern. Damit wurde Adenau nach Duisburg und Werben/Elbe zur drittältesten Niederlassung dieses Ordens in Deutschland. Unter ihrem Vorsteher (Komtur) bemühten sich die Ordensbrüder zunächst um die Pflege und Betreuung von Kranken und Pilgern. Bis 1518 war der Komtur zugleich Pfarrer von Adenau in der katholischen Pfarrkirche St. Johannes der Täufer.
1490 siegelten die Schöffen des Gerichts Adenau, die zu den insgesamt 28 Schöffen im Amt Nürburg gehörten, bereits mit dem heutigen Stadtwappen.
Vermutlich führte die 1389 bis 1535 nachweisbare Adelsfamilie von Adenau ihren Namen von dem gleichnamigen Ort, da 1389 ein Peter von Adenau Truchsess und Burgmann auf der Nürburg ist. 1535 erwarb die Familie den Adelssitz „Zur Mühlen“ in Adenau.

### 16. bis 18. Jahrhundert
Zur Förderung des Wohlstands erhielt Adenau bereits vor 1600 ein Marktprivileg. Neben vier großen Jahrmärkten durften auch mehrere Wochenmärkte durchgeführt werden. Dieses Privileg wurde 1602 durch Kurfürst Ernst von Köln und 1647 durch Kurfürst Ferdinand von Köln bestätigt. Ebenfalls vor 1600 wurde als erste Adenauer Zunft die Lederzunft gegründet. 1700 folgte die Wollweberzunft, im 18. Jahrhundert dann die Hammerzunft der Schmiede, Schlosser, Zimmerleute und Schreiner.
Diese Privilegien und die stadtähnliche Verfassung mit Bürgermeister und Rat (Achteren) zeichneten Adenau bereits zu Beginn des 17. Jahrhunderts vor anderen Orten aus. Daher wurde Adenau auch als Flecken oder Freiheit bezeichnet.
1689 wurde Adenau nach der Zerstörung der Nürburg durch die Franzosen Sitz des Amtes Nürburg.

### 19. bis 20. Jahrhundert
Nach der Besetzung des Linken Rheinufers durch die französische Revolutionsarmee war Adenau von 1798 bis 1814 Sitz des Maire (Bürgermeister) der Mairie Adenau im Kanton Adenau, der zum Département de Rhin-et-Moselle gehörte. Nach der Angliederung des Rheinlandes an das Königreich Preußen wurde es 1816 Sitz des Landrates und der Verwaltung des Kreises Adenau. Seit 1816 hatte Adenau eine städtische Verfassung mit einem eigenen Stadtrat, der 1820 bei der preußischen Regierung in Koblenz seine Auflösung beantragte, um in eine niedrigere Steuerklasse eingestuft zu werden. Der Antrag wurde aber erst 1833 genehmigt.

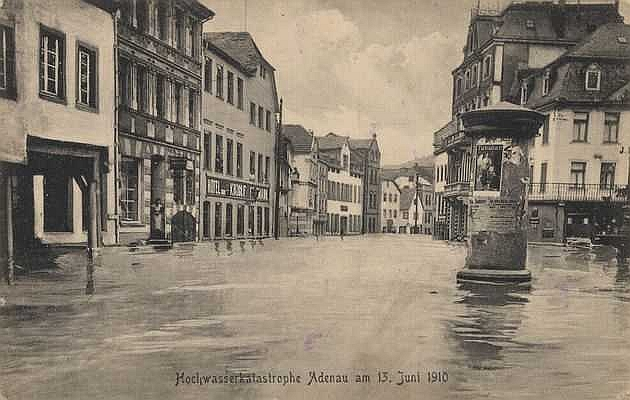
Hochwasser in Adenau im Juni 1910

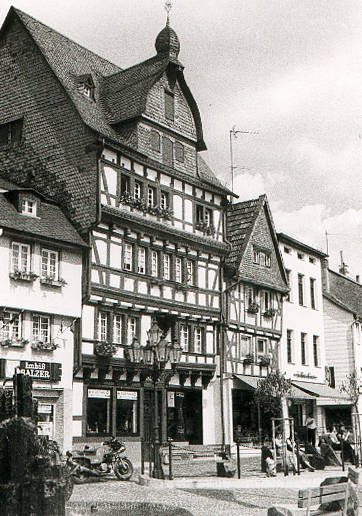
Stadt Adenau 1978

Der Kreis Adenau war einer der ärmsten Kreise in Preußen. Durch aufwendige Infrastrukturmaßnahmen versuchte die Regierung dem entgegenzuwirken. So wurde Adenau 1888 durch die Ahrtalbahn über Dümpelfeld, Altenahr und Ahrweiler mit Remagen am Rhein verbunden, 1912 durch eine weitere Eisenbahnlinie mit Jünkerath. 1910 war auch Adenau vom Hochwasser der Ahr betroffen. In den 1920er Jahren folgte auf Initiative des damaligen Landrates Creutz mit Unterstützung des ehemaligen Landrates Erich Klausener der Bau des Nürburgrings, der 1927 eröffnet wurde.
1932 verlor Adenau seine Funktion als Kreisstadt, da der Kreis Adenau aufgelöst und zwischen dem Kreis Ahrweiler und dem Kreis Mayen aufgeteilt wurde. Adenau war nun eine Gemeinde innerhalb der zum Landkreis Ahrweiler gehörigen „Amtsbürgermeisterei Adenau“, einem verwaltungsmäßigen Zusammenschluss von 24 Gemeinden.
Ministerpräsident Peter Altmeier erklärte am 11. Mai 1952 namens der Landesregierung von Rheinland-Pfalz die Gemeinde Adenau zur Stadt. Am 1. Oktober 1952 erfolgte die Eingliederung der Nachbargemeinde Breidscheid in die Stadt Adenau.

### Bevölkerungsentwicklung
Die Entwicklung der Einwohnerzahl von Adenau bezogen auf das heutige Stadtgebiet; die Werte von 1871 bis 1987 beruhen auf Volkszählungen:
| Adenau: Einwohnerzahlen von 1815 bis 2023 | Adenau: Einwohnerzahlen von 1815 bis 2023 | Adenau: Einwohnerzahlen von 1815 bis 2023 | Adenau: Einwohnerzahlen von 1815 bis 2023 | Adenau: Einwohnerzahlen von 1815 bis 2023 |
| ----------------------------------------- | ----------------------------------------- | ----------------------------------------- | ----------------------------------------- | ----------------------------------------- |
| Jahr                                      |                                           |                                           |                                           | Einwohner                                 |
| 1815                                      | 1815                                      |                                           | 1.380                                     | 1.380                                     |
| 1835                                      | 1835                                      |                                           | 1.631                                     | 1.631                                     |
| 1871                                      | 1871                                      |                                           | 1.592                                     | 1.592                                     |
| 1905                                      | 1905                                      |                                           | 2.002                                     | 2.002                                     |
| 1939                                      | 1939                                      |                                           | 2.680                                     | 2.680                                     |
| 1950                                      | 1950                                      |                                           | 2.869                                     | 2.869                                     |
| 1961                                      | 1961                                      |                                           | 2.932                                     | 2.932                                     |
| 1970                                      | 1970                                      |                                           | 3.105                                     | 3.105                                     |
| 1987                                      | 1987                                      |                                           | 2.712                                     | 2.712                                     |
| 1997                                      | 1997                                      |                                           | 3.031                                     | 3.031                                     |
| 2005                                      | 2005                                      |                                           | 2.921                                     | 2.921                                     |
| 2011                                      | 2011                                      |                                           | 2.887                                     | 2.887                                     |
| 2017                                      | 2017                                      |                                           | 2.894                                     | 2.894                                     |
| 2023                                      | 2023                                      |                                           | 2.916                                     | 2.916                                     |
|                                           |                                           |                                           |                                           |                                           |

## Politik

### Stadtrat
Der Stadtrat in Adenau besteht aus 20 Ratsmitgliedern, die bei der Kommunalwahl am 9. Juni 2024 in einer personalisierten Verhältniswahl gewählt wurden, und dem ehrenamtlichen Stadtbürgermeister als Vorsitzendem.
Die Sitzverteilung im Stadtrat:
| Wahl | SPD | CDU | FDP | ÖDP | Gesamt   |
| ---- | --- | --- | --- | --- | -------- |
| 2024 | 3   | 13  | 1   | 3   | 20 Sitze |
| 2019 | 3   | 12  | 2   | 3   | 20 Sitze |
| 2014 | 3   | 12  | 2   | 3   | 20 Sitze |
| 2009 | 2   | 12  | 3   | 3   | 20 Sitze |
| 2004 | 2   | 13  | 2   | 3   | 20 Sitze |

### Bürgermeister
Frank Wisniewski (SPD) wurde am 9. Juli 2024 Stadtbürgermeister von Adenau. Bei der Direktwahl am 9. Juni 2024 war er als einziger Bewerber mit 58,7 % der Stimmen gewählt worden. Die Wahlbeteiligung lag bei 57,6 %.
Wisniewskis Vorgänger Arnold Hoffmann (CDU) hatte das Amt 2009 übernommen. Nach Wiederwahlen 2014 und 2019 wollte Hoffmann bei der Bürgermeisterwahl am 9. Juni 2024 nicht mehr antreten. Hoffmanns Vorgänger Bernd Schiffarth (CDU) hatte das Amt von 1984 bis 2009 ausgeübt.

### Wappen
| Wappen von Adenau | Blasonierung: „Geteilt von Silber und Rot, oben ein durchgehendes schwarzes facettiertes Balkenkreuz, unten mit silbernen Schindeln bestreut, ein silberner, blau gezungter Löwe.“ |
| Wappen von Adenau | Wappenbegründung: Das Wappen wurde als Siegelbild bereits im 15. Jahrhundert verwendet. Es verbindet das schwarze Kreuz von Kurköln mit dem Löwen der Herren von Nürburg. Seit 1831 wird das Siegelbild wappenmäßig verwendet. Die eigentlich falsche Farbgebung des Wappens von Nürburg („In Rot mit goldenen Schindeln bestreut, ein goldener Löwe“) geht auf den Heraldiker Otto Hupp zurück. |

### Städtepartnerschaften
Adenau unterhält Städtepartnerschaften zu der französischen Gemeinde Sillery in der Champagne und zu Mellieħa auf der Insel Malta. Diese Städtepartnerschaften werden mit der gemeinsamen Geschichte des Johanniter- und Malteserordens begründet, welche diese Gemeinden verbindet. Im Jahr 2002 kam eine weitere Partnerschaft mit der Gemeinde Castione della Presolana in der italienischen Lombardei hinzu.

## Sehenswürdigkeiten

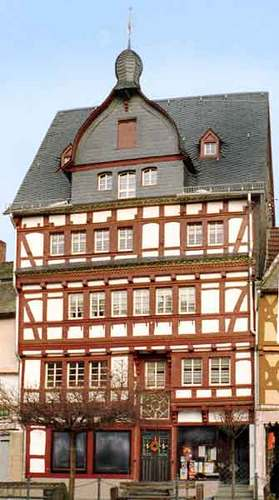
Haus Stein am Markt von 1630

### Historischer Marktplatz mit Brunnen
Am Adenauer Marktplatz im Zentrum des Ortes befindet sich ein Ensemble historischer Gebäude, von denen einige unter Denkmalschutz stehen. Der Marktbrunnen wurde aus Basaltsäulen errichtet. Das im Jahr 1630 erbaute Haus Stein am Markt 8 steht seit 1992 unter dem Schutz der Haager Konvention zum Schutz von Kulturgut bei bewaffneten Konflikten. Das Fachwerkhaus wurde mit drei vorkragenden Geschossen über einem Gewölbekeller errichtet. Das mit Schiefer gedeckte Dachgeschoss besitzt einen imposanten, ebenfalls verschieferten Schweifgiebel. Die Dachfahne aus Schmiedeeisen, die die Initialen des Erbauers Theodor Hütten und die Jahreszahl 1630 zeigt, wird seit alters her Schwedenfahne genannt, vermutlich weil die Erbauung in die Zeit des Dreißigjährigen Krieges fällt, in der vorübergehend das schwedische Heer die Gegend besetzt hatte.

### Eifeler Bauernhausmuseum
In der Schulstraße befindet sich das Eifeler Bauernhaus-Museum mit einem typischen Bauernhaus des 19. Jahrhunderts – von der Milchküche bis zur guten Stube ist alles originalgetreu eingerichtet.

### Heimat-, Zunft- und Johannitermuseum
Das Heimatmuseum auf dem Kirchplatz beherbergt eine Nagelschmiede sowie eine reichhaltige Sammlung von Gegenständen und Werkzeugen der verschiedenen in Adenau ansässigen Handwerker, u. a. Sattler, Schuhmacher, Schreiner und Tuchmacher. Die Geschichte des Nürburgrings, Adenauer Künstler, die Geschichte des ehemaligen Kreises Adenau sowie die Johanniter in Adenau sind weitere Themen der Ausstellungen.

### Johanniter-Komturei
Die Komturei („Kommende“) war bei dem geistlichen Ritterorden der Johanniter eine Niederlassung, als Verwaltungseinheit hauptsächlich für die Bewirtschaftung ihrer Güter zuständig, jedoch wurde dort auch für die Gastfreundschaft gegenüber Armen, Pilgern und durchreisenden Ordensangehörigen gesorgt. Heute dient das Gebäude als Begegnungsstätte. Es liegt – ebenso wie das Heimatmuseum – im Zentrum von Adenau, in unmittelbarer Nähe von Rathaus und Amtsgericht sowie der Pfarrkirche St. Johannes. Nach jahrelanger Planung wird die Johanniter-Komturei zum 1. September 2020 in städtische Hand übergeben. Ein dementsprechender Vertrag wurde am 30. April 2020 zwischen dem bisherigen Besitzer, der katholischen Kirchengemeinde der Verbandsgemeinde Adenau und der Stadt Adenau, geschlossen.

### Buttermarkt

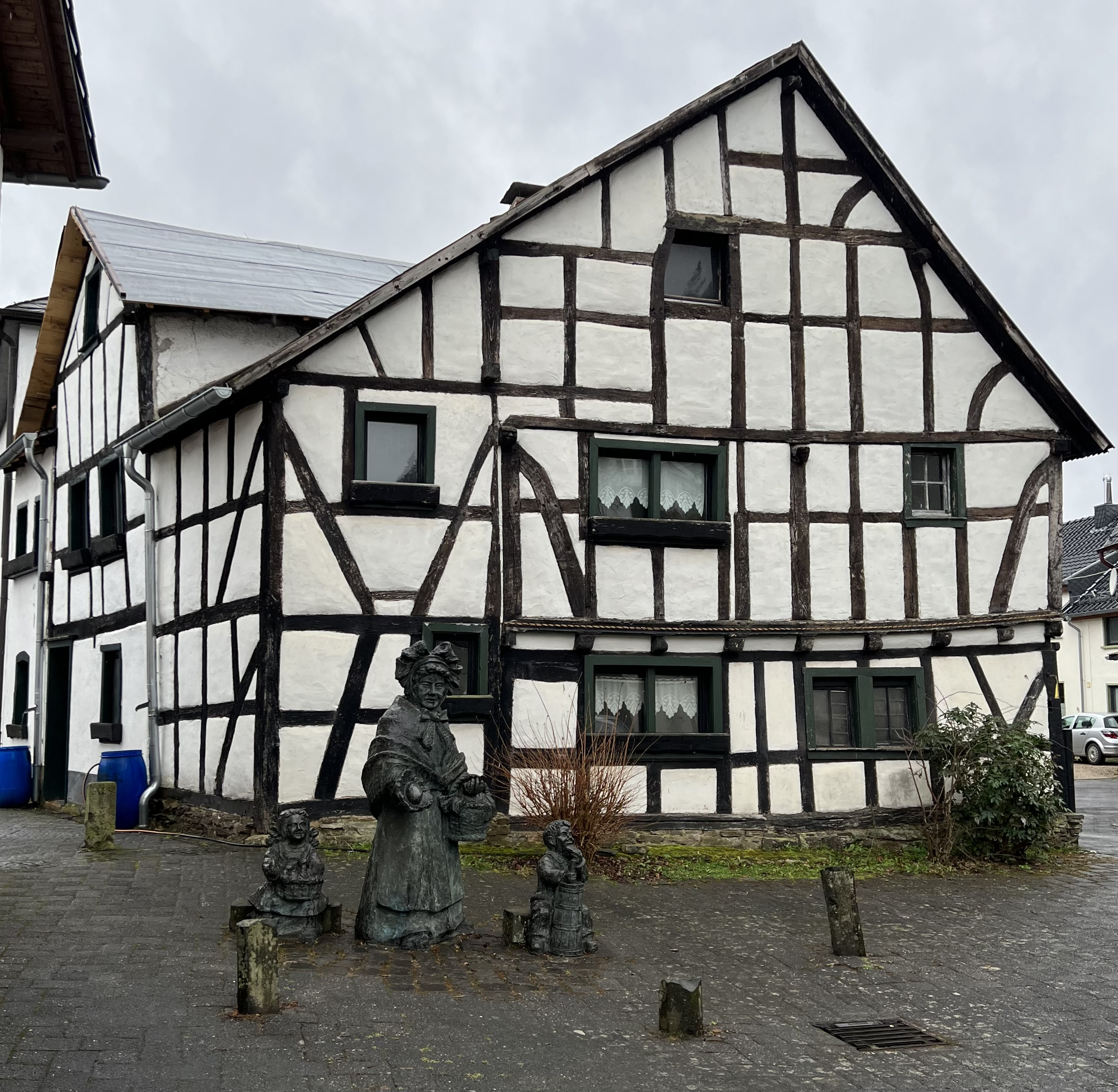
Buttermarkt

Im historischen Stadtteil Buttermarkt stehen mehrere interessante Häuser – das älteste von 1396 – im Originalzustand. Ein Fachwerkhaus wurde an anderer Stelle in Adenau abgetragen und am Buttermarkt originalgetreu wieder aufgebaut.
Um an die frühere Nutzung des Platzes zu erinnern, der dem Viertel seinen Namen gab, steht dort die Butterfrau, eine Plastik des Adenauer Künstlers Georg Gehring.

### Pfarrkirche St. Johannes der Täufer

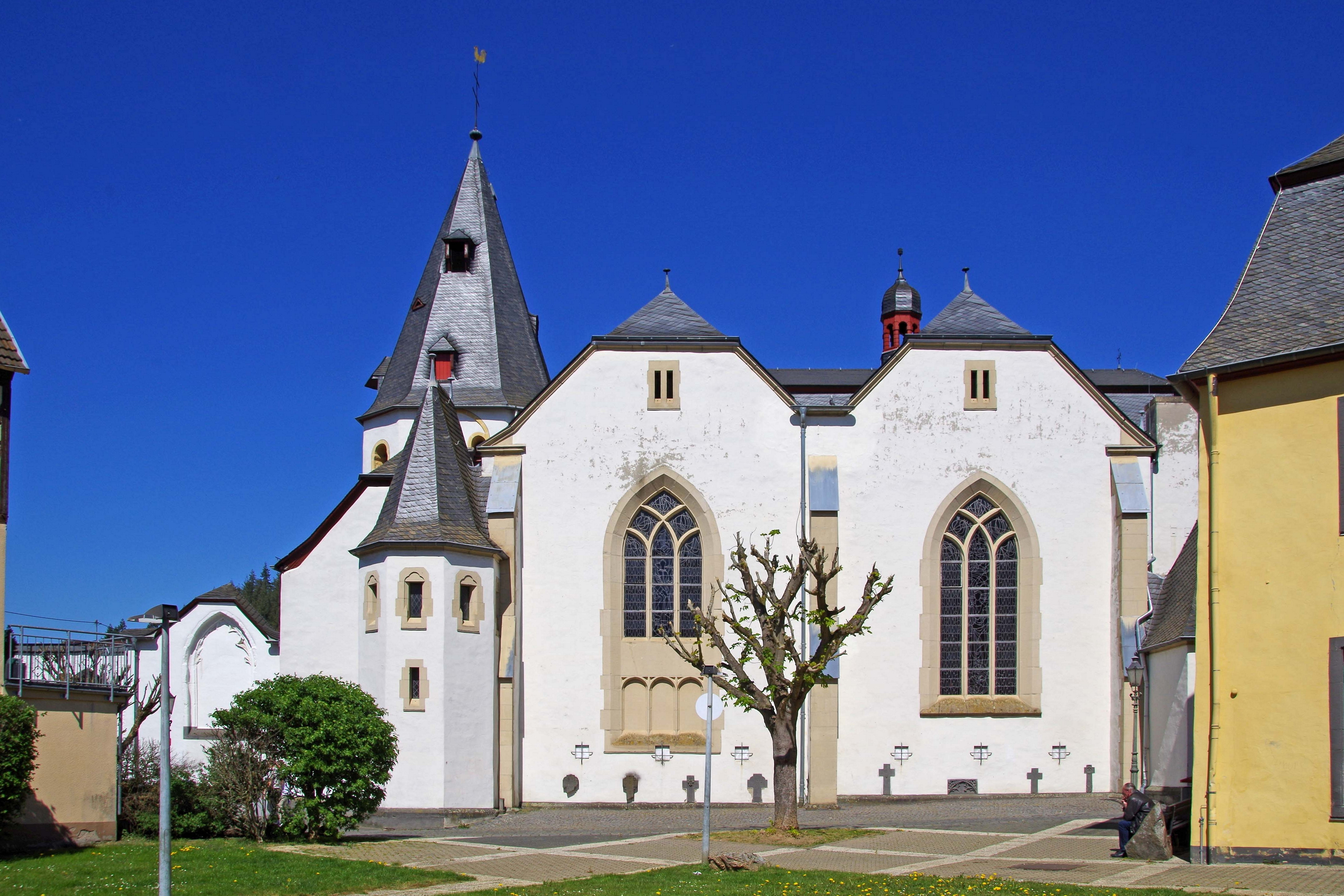
Pfarrkirche

Die katholische Pfarrkirche St. Johannes der Täufer besteht bereits seit 1224. Sie ist im Kern über 1000 Jahre alt. Das Anfangsgebäude stammt vermutlich aus dem 10. /11. Jh. Im Lauf der Jahrhunderte wurde sie mehrfach verändert, erweitert, umgebaut, in Kriegen zerstört und wieder aufgebaut. Im heutigen Zustand enthält sie romanische, spätgotische und neugotische Gebäudeteile. Sehenswert im Inneren der 1990 renovierten Kirche sind: im Hauptchor der Hochaltar aus Resten eines Altarschreines vom Anfang des 16. Jh. und die gleichaltrigen Figuren im Chor, im Seitenschiff die Pieta sowie, als ältestes Ausstattungsstück, der romanische Taufstein aus Basalt. Im Bereich der Turmhalle wurden im Rahmen der Renovierung ältere Wandmalereien freigelegt und restauriert. In die Außenmauer sind einige Basaltkreuze des 1828 von hier verlegten Friedhofs eingelassen. Das Atrium ist der Rest des 1945 durch Bomben zerstörten Kirchenteiles.

### Evangelische Erlöserkirche Adenau
Die evangelische Erlöserkirche ist die Hauptkirche der Evangelischen Kirchengemeinde Adenau, die noch heute in den Grenzen des ehemaligen Landkreises Adenau weiterbesteht. Erbaut wurde sie 1913 bis 1914 nach den Plänen des Architekten Franz Heinrich von Schwechten.

### Marienkapelle

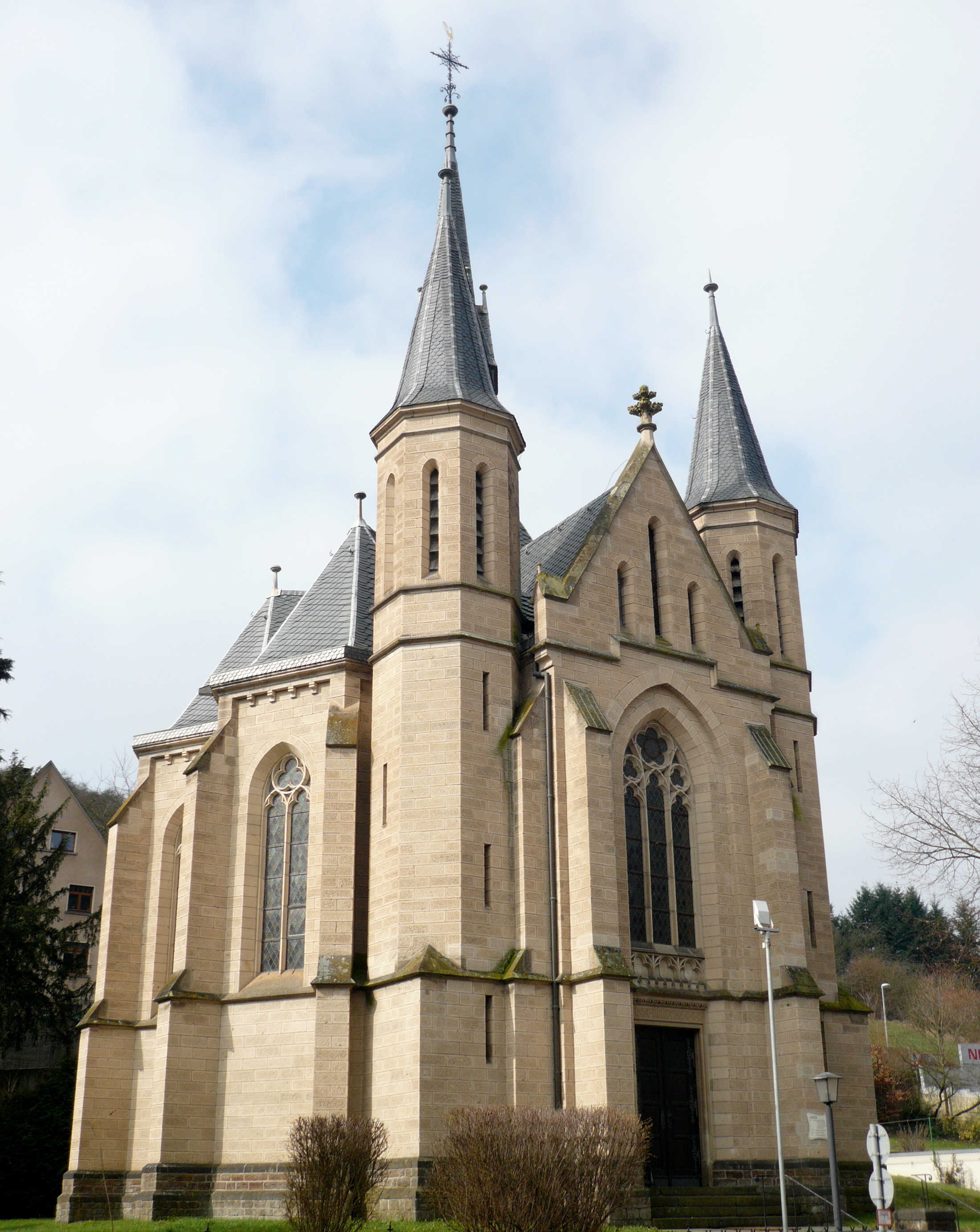
Marienkapelle

Die Marienkapelle wurde 1893 bis 1895 in neugotischem Stil erbaut, an der Stelle einer älteren Kapelle, die der Schmerzhaften Muttergottes geweiht war.

### Kreuzweg Adenau
Der Adenauer Kreuzweg wurde in den Jahren 1861–1863 von Mitgliedern der Adenauer Kirchengemeinde im neugotischen Stil errichtet. Die Strecke ist ca. 800 m lang und überwindet einen Höhenunterschied von ca. 71 m. Es geht über verschlungene und mit Vulkan- und Lavasteinen übersäte Pfade. Der Weg kann auch als beschilderter Rundweg ab Stadtmitte mit dem historischen Marktplatz als Start/Ziel begangen werden und hat dann eine Länge von ca. 1,8 km. 2011 fand dort das Event „1. Adenauer Stationenweg“ statt, gefolgt vom „2. Adenauer Stationenweg“ im Jahre 2013, wodurch zugleich der 150. Geburtstag des Kreuzwegs zelebriert wurde.

## Bildung
Das Erich-Klausener-Gymnasium Adenau geht auf eine 1914 gegründete Privatschule zurück und heißt seit 1966 Erich-Klausener-Gymnasium. Bekannteste Absolventin ist die ARD-Journalistin Marion von Haaren.

## Ausflugsziele in der näheren Umgebung
- Die Nürburg

Südlich von Adenau, in der Nähe der Ortschaft Nürburg gelegene Burganlage mit mächtigem Bergfried aus dem 12. Jahrhundert ist auch noch als Burgruine mit ihren Gewölben und vielen Türmen aus Basalt, Tuffstein und Grauwacke ein eindrucksvolles Bauwerk.
- Die Hohe Acht

Der höchste Berg der Eifel (746,9 m hoch) mit dem Kaiser-Wilhelm-Aussichtsturm
- Der Nürburgring

Am 18. Juni 1927 wurde der Nürburgring eröffnet, nachdem zeitweilig bis zu 3000 Männer beim Bau der Ersten Gebirgs-, Renn- und Prüfungsstrecke beschäftigt waren. Er brachte Arbeit und wirtschaftlichen Aufschwung in die arme, strukturschwache Gegend der Eifel.

## Persönlichkeiten

### In Adenau geborene Personen
- Willibrord Köller (1765–1834), erster preußischer Landrat im Landkreis Adenau
- Johann Nicola Baur (1808–1874), Kaufmann und langjähriger preußischer Abgeordneter
- Bruno Albers (1866–1941), Benediktiner und Kirchenhistoriker
- Heinrich Sauer (1917–2002), Schauspieler
- Ernst Bammel (1923–1996), evangelischer Theologe
- Willi Martini (1925–2001), Konstrukteur, Rennfahrer und Kaufmann
- Heribert Boeder (1928–2013), Philosoph
- Franz Schmitten (1929–2011), Tierzuchtwissenschaftler und Hochschullehrer in Bonn
- Bernhard Müller-Feyen (1931–2004), Künstler, Bildhauer und Lehrer
- Wilderich von Droste zu Hülshoff (* 1948), Jurist, Autor und Stiftungsvorstand, Malteserritter
- Bernd Schiffarth (* 1949), Bürgermeister von Adenau (1981–2009)
- Dagmar Schäfer (* 1968), Sinologin
- Sabine Schmitz (1969–2021), Autorennfahrerin und Fernsehmoderatorin
- Torsten Toto Jansen (* 1976), Handballspieler
- Michael Schmitt (* 1983), Filmregisseur und Produzent
- Fabian Giefer (* 1990), Fußballtorwart
- Christopher Theisen (* 1993), Fußballspieler
- Jannik Müller (* 1994), Fußballspieler
- Maren Weingarz (* 1994), Fußballspielerin
- Rebecca Knaak (* 1996), Fußballspielerin
- Michael Schüler (* 1997), Fußballspieler

### Personen, die mit der Stadt in Verbindung stehen
- Clemens de Lassaulx (1809–1906), Forstbeamter in Adenau, „Vater des Eifelwaldes“
- Emil Hagmann (1872–1919), Bürgermeister von Adenau von 1905 bis 1910
- Ludwig Kaas (1881–1952), katholischer Priester, Vorsitzender der Zentrumspartei (1928–1933), war Kaplan in Adenau (1906/07).
- Erich Klausener (1885–1934), Landrat des Landkreises Adenau (1917–1919), wurde wegen seiner Tätigkeit als Leiter der Berliner Katholischen Aktion 1934 von den Nationalsozialisten erschossen.
- Otto Wemper (1894–1969), Förster, Pionier der Rekultivierung von Flächen des Braunkohlentagebaus, leitete von 1925 bis 1940 das Forstamt Adenau.
- Max Funke (1895–1980), Unternehmer und Erfinder, gründete 1951 in Adenau die Max Funke KG.
- Claude Hettier de Boislambert (1906–1986), Militärgouverneur von Rheinland, dann Rheinland-Pfalz von 1945 bis 1951, nutzte das Forstamt Adenau als „Jagdreservoir“.
- Berthold Beitz (1913–2013), Generalbevollmächtigter der Krupp AG; war in den 1950er–60er Jahren Pächter eines Jagdreviers des Forstamts Adenau.
- Bernd von Droste zu Hülshoff (* 1938), Gründer des UNESCO-Welterbezentrums in Paris; wuchs in Adenau auf.
- Marion von Haaren (* 1957), Europakorrespondentin der ARD, ging in Adenau zur Schule, Abitur 1977.
- Helmut Dieser (* 1962), Bischof von Aachen, 2004–2011 Pfarrer von Adenau
- Amelie Duckwitz (* 1977), Hochschulprofessorin in Köln, ging in Adenau zur Schule, Abitur 1997.

## Verkehr
Der Bahnhof Adenau war Endstation der Ahrtalbahn, die inzwischen in Ahrbrück endet. Um 1920 war eine eingleisige Weiterführung über Kelberg nach Rengen an die Eifelquerbahn geplant.